# Drienok
Le Drienok, anciennement Drieňok, est un pic du massif de la Grande Fatra (dans les Carpates occidentales) à l'ouest du parc national Grande Fatra en Slovaquie culminant à 1 268 mètres d'altitude.